# 僕を愛したふたつの国/ヨーロッパ ヨーロッパ
『僕を愛したふたつの国/ヨーロッパ ヨーロッパ』（Europa Europa）は、1990年制作のドイツ・フランス・ポーランド合作映画。

## 概要
ソロモン・ペレル原作の実話を映画化したもの。ユダヤ人少年が時代・戦争に翻弄される姿を時にシニカルに描く青春戦争大作。
1991年のゴールデングローブ賞 外国語映画賞を受賞。1992年にはアカデミー脚色賞と英国アカデミー賞の外国語映画賞に、それぞれノミネートされた。

## ストーリー
第二次世界大戦下。サリー（ソロモン）は、ナチスの迫害を逃れるためにポーランドへ行き、そこでも迫害が迫ると一家バラバラになって、敵国のソ連の施設に入り、やがてユダヤ人であることを隠しながら、ソ連軍、ドイツ軍の兵になり、敵・味方、それぞれの両国の間で悩む。
そしてドイツのヒトラーユーゲントに入り、やがてそこでレニ（デルピー）という少女に出会い、彼女はナチズム崇拝主義に毒されていて、彼女に恋するも正体がバレてしまう為になかなかコトができず、やがて愛想をつかされてしまい彼女は他の生徒とできてしまい妊娠してしまう。それを知ったソロモンは絶望してしまう。

## スタッフ
- 製作総指揮：マルガレート・メネゴス、アルトゥール・ブラウナー（ドイツ語版）
- 監督・脚本：アニエスカ・ホランド
- 原作：ソロモン・ペレル（フランス語版）
- 撮影：ヤツェク・ペトリツキ（ポーランド語版）
- 音楽：ズビグニエフ・プレイスネル

## キャスト
- マルコ・ホーフシュナイダー：ソロモン（サリー）
- ジュリー・デルピー：レニ
- アンドレ・ウィルム：ロバート
- ルネ・ホーフシュナイダー：イサク
- ハンス・ツィッシュラー：大尉
- ミシェル・グレイゼル（フランス語版）：サリーの母
- デルフィーネ・フォレスト（フランス語版）：教師
- ソロモン・ペレル：（本人役）